# Multibuscador
El multibuscador es una herramienta esencial en la base del funcionamiento de los metabuscadores. Conforman el tipo de motor de búsqueda para dar con los resultados que posteriormente proporcionan los metabuscadores en las plataformas de búsqueda. 

## Utilidad
Su principal objetivo es consultar distintas fuentes de información respetando el formato original. Sirve como conexión entre el origen de los resultados y las plataformas que los muestran a los usuarios. 
Algunos multibuscadores permiten al usuario seleccionar los buscadores que quieren interrogar, de forma que el número de resultados sea más reducido y eficaz mediante la adaptación de parámetros. De esta manera, gracias a los multibuscadores se obtienen con una simple consulta los resultados de varios buscadores, permitiendo cubrir mayor parte de Internet.

## Funcionamiento de multibuscadores
El funcionamiento base consiste en copiar en una misma página los cuadros de diálogo y el botón de búsqueda de distintos buscadores, realizando dichas búsquedas sin ninguna tecnología adicional además de utilizar el código de fuente de las distintas páginas originales. 
El formato en el que son ofrecidos los resultados es individual, de forma que el usuario debe revisar cada uno. Sin embargo, para facilitar y abreviar este proceso, estos resultados son mostrados en las páginas de metabuscadores cuya única utilidad es esta. 
Dentro del mecanismo de los multibuscadores existe un tipo de análisis llamado WebChain. Escogiendo una de las categorías de búsqueda, las cuales se encargan de concentrar el número de resultados, automáticamente se pone a la disposición del metabuscador una ventana donde se anuncian el número de webs que se pueden consultar. Mientras, en la pantalla principal del navegador, el cual es consultado por el usuario, se presenta la homepage del primer servicio para conocer el interés de este mediante la muestra de contenidos de posible conveniencia. En caso de que este no sea el resultado más apropiado para el navegante, tiene la posibilidad de avanzar hacia el siguiente resultado a través de un botón que proporciona la WebChain. Así, con esa metáfora visual se visitan webs rápidamente.

## Características
Su ventaja es la comodidad de acceder a diversos buscadores en una misma página. Es como realizar búsquedas individuales en distintos buscadores, sin tener que acceder a sus respectivas páginas. Los resultados son muy similares, si no idénticos, a los que se obtienen yendo directamente a cada buscador en cuestión.
Con la utilización de multibuscadores, el usuario evita tener que ir de buscador en buscador hasta encontrar la información deseada. La exhaustividad prima sobre la precisión, ya que el usuario encuentra un gran número de enlaces y muchas páginas repetidas. Un buen ejemplo de multibuscador es el ofrecido por CyberJournalist.

## Origen
La localización y recuperación de información en el World Wide Web es un auténtico reto que afrontan las personas que se dedican a recopilar este tipo de documentos. Las herramientas de primera generación, como son los motores de búsqueda y los índices, no han resuelto adecuadamente los problemas de ruido documental y de escasa exhaustividad de los resultados. Los multibuscadores, debido al bajo nivel de solapamiento entre los grandes motores de búsqueda, pueden ayudar a solucionar este tipo de problemas. Las herramientas de segunda generación, basadas en programas cliente, han expandido el concepto de forma que son capaces de explorar la naturaleza hipertextual de la web.
Debido a la ocultación que se da entre los distintos motores, existe la posibilidad de que aquellas herramientas cuyo objetivo sea encontrar las fuentes de información, estén especialmente indicadas para la recuperación de información.